# Стагфлација
Стагфлација је стање привреде које карактерише општи скок цена (инфлација) уз пад производње. Одатле и долази име ове појаве, стагнација + инфлација = стагфлација.
Постоје двије „школе“ мишљења због чега долази до стагфлације. Један је када дође до повећане тражње одређеног ресурса (те стога и раста цијене истог) а чија несташица у исто вријеме изазива и пад производње. Као примјер се наводи скок цијена нафте на свјетском тржишту 1973. године, јер је познато да цијена нафте улази у цијену готово сваког производа, док је због недостатка исте пала производња. Овдје је упитна ефикасност мјера и инструмената који се користе за заштиту од инфлације, јер они директно утичу на стање привреде и слободно тржиште (нпр. административне цијене). Други примјер је комбиновани ефекат инструмената које користи народна банка (штампање готовог новца које изазива инфлацију) заједно са мјерама економске политике које спроводи влада (претјерано уплитање на тржиште рада и цијене, што доводи до пада производње). Заједно, ово доводи до пада вриједности домаће монете које није пропраћено растом производње, што доводи до стагфлације.
Двије главне школе економије (Кејнзијанска и Чикашка) су имале различите погледе у вези ствари које изазивају стагфлацију. Кејнзијанци су заступали виђење које се ослањало на тзв. Филипсову криву, историјски концепт у економији, гдје постоји тзв. Trade off инфлације и незапослености, гдје повећање инфлације доводи до смањења незапослености, и обрнуто. Та теорија је доживјела крах почетком седамдесетих у Америци, управо појавом стагфлације. Са друге стране Чикашка школа (Монетаристи), на челу са Фридменом и Фелпсом заступала виђење о такозваној природној стопи незапослености. Монетаријанце и њихова схватања о либералном и дерегулисаном тржишту је такође демантовала стварност кризом свјетског финансијског тржишта које је почело кризом тржишта некретнина у САД 2007. године.